# Arcidiocesi di Seattle
L'arcidiocesi di Seattle (in latino Archidioecesis Seattlensis) è una sede metropolitana della Chiesa cattolica negli Stati Uniti d'America. Nel 2023 contava 899.600 battezzati su 6.053.656 abitanti. È retta dall'arcivescovo Paul Dennis Etienne.

## Territorio
L'arcidiocesi comprende la parte occidentale dello Stato di Washington (Stati Uniti), estendendosi dal confine canadese al confine con lo Stato dell'Oregon, e dalle Cascade Mountains, nella parte orientale dello Stato, all'Oceano Pacifico.
Sede arcivescovile è la città di Seattle, dove si trova la cattedrale di San Giacomo (Saint James).
Il territorio si estende su 64.269 km² ed è suddiviso in 136 parrocchie.

### Provincia ecclesiastica
La provincia ecclesiastica di Seattle, istituita nel 1951, comprende due suffraganee:
- diocesi di Spokane,
- diocesi di Yakima.

## Storia
La diocesi di Nesqually fu eretta il 31 maggio 1850 con il breve Cum in catholicae di papa Pio IX, ricavandone il territorio dall'arcidiocesi di Oregon City (oggi arcidiocesi di Portland). Originariamente la diocesi era suffraganea dell'arcidiocesi di Oregon City e aveva sede nella città di Vancouver.
Il 29 luglio 1853 incorporò parte della soppressa diocesi di Walla Walla.
L'11 settembre 1907, con il breve Quae rei sacrae di papa Pio X, la diocesi di Nesqually trasferì la propria sede da Vancouver a Seattle e conseguentemente assunse il nome di diocesi di Seattle.
Il 17 dicembre 1913 cedette una porzione del suo territorio a vantaggio dell'erezione della diocesi di Spokane.
Il 23 giugno 1951 ha ceduto un'altra porzione di territorio a vantaggio dell'erezione della diocesi di Yakima e nel contempo è stata elevata al rango di arcidiocesi metropolitana con la bolla Dominici gregis di papa Pio XII.

## Cronotassi dei vescovi
Si omettono i periodi di sede vacante non superiori ai 2 anni o non storicamente accertati.
- Augustin-Magloire Blanchet † (31 maggio 1850 - 14 luglio 1879 dimesso[4])
- Egidius Jünger † (6 agosto 1879 - 26 dicembre 1895 deceduto)
- Edward John O'Dea † (13 giugno 1896 - 25 dicembre 1932 deceduto)
- Gerald Shaughnessy, S.M. † (1º luglio 1933 - 18 maggio 1950 deceduto)
- Thomas Arthur Connolly † (18 maggio 1950 succeduto - 13 febbraio 1975 ritirato)
- Raymond Gerhardt Hunthausen † (25 febbraio 1975 - 21 agosto 1991 dimesso)
- Thomas Joseph Murphy † (21 agosto 1991 succeduto - 26 giugno 1997 deceduto)
- Alexander Joseph Brunett † (28 ottobre 1997 - 16 settembre 2010 ritirato)
- James Peter Sartain (16 settembre 2010 - 3 settembre 2019 dimesso)
- Paul Dennis Etienne, succeduto il 3 settembre 2019

## Statistiche
L'arcidiocesi nel 2023 su una popolazione di 6.053.656 persone contava 899.600 battezzati, corrispondenti al 14,7% del totale.
| anno | popolazione | popolazione | popolazione | presbiteri | presbiteri | presbiteri | presbiteri                | diaconi | religiosi | religiosi | parrocchie |
| anno | battezzati  | totale      | %           | numero     | secolari   | regolari   | battezzati per presbitero | diaconi | uomini    | donne     | parrocchie |
| ---- | ----------- | ----------- | ----------- | ---------- | ---------- | ---------- | ------------------------- | ------- | --------- | --------- | ---------- |
| 1950 | 183.000     | 1.662.770   | 11,0        | 303        | 127        | 176        | 603                       |         | 232       | 1.008     | 113        |
| 1966 | 292.675     | 2.189.800   | 13,4        | 485        | 212        | 273        | 603                       |         | 319       | 1.174     | 118        |
| 1970 | 334.468     | 2.528.000   | 13,2        | 437        | 202        | 235        | 765                       |         | 281       | 1.072     | 125        |
| 1976 | 340.221     | 2.628.190   | 12,9        | 399        | 179        | 220        | 852                       | 24      | 271       | 875       | 127        |
| 1980 | 358.460     | 2.825.350   | 12,7        | 453        | 221        | 232        | 791                       | 48      | 267       | 895       | 130        |
| 1990 | 320.814     | 3.598.800   | 8,9         | 377        | 214        | 163        | 850                       | 83      | 201       | 673       | 133        |
| 1999 | 508.900     | 4.425.100   | 11,5        | 334        | 199        | 135        | 1.523                     | 86      | 33        | 650       | 138        |
| 2000 | 852.302     | 4.485.800   | 19,0        | 307        | 191        | 116        | 2.776                     | 76      | 144       | 523       | 168        |
| 2001 | 850.925     | 4.587.375   | 18,5        | 301        | 184        | 117        | 2.826                     | 73      | 146       | 492       | 168        |
| 2002 | 861.200     | 4.655.100   | 18,5        | 305        | 196        | 109        | 2.823                     | 71      | 138       | 488       | 169        |
| 2003 | 860.000     | 4.711.700   | 18,3        | 312        | 207        | 105        | 2.756                     | 71      | 134       | 471       | 169        |
| 2004 | 904.000     | 4.755.500   | 19,0        | 313        | 205        | 108        | 2.888                     | 98      | 133       | 452       | 169        |
| 2010 | 972.000     | 5.202.500   | 18,7        | 317        | 214        | 103        | 3.066                     | 113     | 122       | 409       | 144        |
| 2013 | 990.000     | 5.299.770   | 18,7        | 304        | 209        | 95         | 3.256                     | 124     | 114       | 370       | 147        |
| 2014 | 997.000     | 5.350.045   | 18,6        | 298        | 204        | 94         | 3.345                     | 116     | 109       | 367       | 147        |
| 2016 | 863.000     | 5.501.540   | 15,7        | 287        | 194        | 93         | 3.006                     | 111     | 114       | 341       | 146        |
| 2017 | 856.000     | 5.610.840   | 15,3        | 292        | 196        | 96         | 2.931                     | 117     | 115       | 322       | 145        |
| 2020 | 873.000     | 5.851.525   | 14,9        | 282        | 187        | 95         | 3.095                     | 105     | 109       | 285       | 144        |
| 2022 | 899.000     | 6.117.925   | 14,7        | 270        | 191        | 79         | 3.329                     | 113     | 92        | 234       | 143        |
| 2023 | 889.600     | 6.053.656   | 14,7        | 266        | 187        | 79         | 3.344                     | 114     | 87        | 245       | 136        |